# Albrecht von Mülinen
Pour les articles homonymes, voir Mülinen.
Albrecht von Mülinen, né le 12 février 1732 à Berne et mort dans la même ville le 13 décembre 1807, est écoutète de la ville et de la république de Berne du 28 février 1791 à Pâques 1791 et de Pâques 1792 à 1797.

## Sources
- Christoph Zürcher, « Mülinen, Albrecht von » dans le Dictionnaire historique de la Suisse en ligne, version du 26 janvier 2009.

- (de) Cet article est partiellement ou en totalité issu de l’article de Wikipédia en allemand intitulé « Albrecht von Mülinen » (voir la liste des auteurs).

- Notices d'autorité :   - VIAF
  - GND